# Качура Борис Васильович
Борис Васильович Качура (1 вересня 1930, місто Тульчин, тепер Вінницька область — 4 вересня 2007, Київ) — український радянський державний і партійний діяч. Кандидат у члени ЦК КПУ в 1971—1976 р. Член ЦК КПУ в 1976—1990 р. Кандидат у члени Політбюро ЦК КПУ в лютому 1976 — квітні 1980 р. Член Політбюро ЦК КПУ в квітні 1980 — червні 1990 р. Секретар ЦК КПУ в жовтні 1982 — червні 1990 р. Депутат Верховної Ради УРСР 8—9-го і 11-го скликань. Член Президії Верховної Ради УРСР 9-го скликання. Депутат Верховної Ради СРСР 10—11-го скликань. Член ЦК КПРС у 1976—1990 р.

## Біографія
Народився 1 вересня 1930 року в місті Тульчині (тепер Вінницької області) в сім'ї службовців. Українець.
У 1948–1954 роках навчався в Харківському політехнічному інституті, після закінчення якого з 1954 року працював майстром, старшим майстром, старшим інженером відділу головного енергетика, начальником цеху Металургійного заводу імені Ілліча у місті Жданові.
Член КПРС з 1957 року. З 1958 року — начальник паросилового цеху, заступник головного енергетика, заступник голови заводського комітету профспілки Ждановського заводу важкого машинобудування Донецької області.
У 1963 році обраний 2-м секретарем Ждановського міськкому партії, у 1967 році — головою Ждановської міської ради Донецької області. У 1968–1974 роках — 1-й секретар Ждановського міського комітету КПУ.
У 1974–1976 роках — 2-й секретар Донецького обласного комітету Компартії України.
У січні 1976 — 29 жовтня 1982 року — 1-й секретар Донецького обласного комітету Компартії України.
З 1976 року — член ЦК КПРС. З 1971 року — кандидат, а з 1976 року — член ЦК Компартії України, кандидат у члени Політбюро ЦК Компартії України. З 1980 року — член Політбюро ЦК Компартії України. З 1975 року — член Президії Верховної Ради УРСР.
У жовтні 1982 — червні 1990 року — секретар ЦК КП України.
Обирався депутатом Верховної Ради СРСР 10-го і 11-го скликаннь, депутатом Верховної Ради УРСР 8-го, 9-го, і 11-го скликань. Був заступником Голови Комісії ВР України з питань розвитку базових галузей народного господарства.

Могила Бориса Качури

Помер 4 вересня 2007 року. Похований в Києві на Байковому кладовищі (ділянка № 33).

## Наукові праці
- Качура Б. В. Для блага человека. — Донецк: Донбасс, 1972. — 63 с.
- Качура Б. В. Заветам отцов верны: Об опыте военно-патриот. работы парт. и обществ. орг. Донец. обл. — М.: ДОСААФ СССР, 1983. — 103 с.: ил.
- Качура Б. В. Норма совести. — Донецк: Донбасс, 1965. — 26 с.
- Качура Б. В. С позиций эффективности: Деятельность Донец. парт. орг. по повышению эффективности производства. — К.: Политиздат Украины, 1978. — 128 с.

## Нагороди
Нагороджений двома орденами Леніна, орденами Жовтневої Революції (29.08.1980), Трудового Червоного Прапора, «Знак Пошани», медалями.